# Aryeh Levin
Aryeh Levin (22 mars 1885, Orla, près de  Białystok, Empire russe, aujourd'hui Pologne-28 mars 1969, Jérusalem, Israël) est un rabbin connu comme le « Saint de Jérusalem » (Tsadik), pour ses actes de bonté et de compassion, pour les prisonniers juifs durant le mandat britannique en Palestine, pour les pauvres et les malades, en particulier les lépreux en isolement.

## Éléments biographiques
Aryeh Levin est né le 22 mars 1885, près du village de Orla, situé près de Białystok, dans l'Empire russe, aujourd'hui en Pologne.

### Famille
Aryeh Levin est le frère de Faiga Levin, de Miriam Levin, de moshe Tzvi Levin et de Yosta Levin,.
Aryeh Levin épouse (Tzipora) Channah (Levin).
Ils ont 9 enfants dont: Avraham Binyamin (Benjamin) Levin, Rasha Yudelevitch, Shira Jacobovitz, Shayna Chaya Eliashiv (l'épouse de Yosef Shalom Eliashiv), le rabbin Chaim Yaakov Levene.